# Дем'яненко Володимир Іванович
Дем'я́ненко Володи́мир Іва́нович (03.09.1939) — український прозаїк-документаліст, поет. Член Спілки журналістів України. Відмінник народної освіти. Нагороджений Орденом Дружби народів.

## Біографія
Володимир Дем'яненко народився в селі Прелесному Слов'янського району Донецької області у 1939 році. Після закінчення семирічної Прелеснянської середньої школи вступив у 1954 році у Слов'янський хіміко-механічний технікум, де отримав спеціальність «технік-технолог».
У 1963 році поступив до Горлівського відділення Харківського державного університету на філологічний факультет. У 1966 році перевівся до Донецького національного університету, який закінчив у 1969 році, має кваліфікацію викладача української мови та літератури.
У 1970-х роках переїхав до міста Бровари Київської області.

## Робота
Працював:
- 1961 р. — на Горлівському азотно-туковому заводі;
- 1964 р. — редактором виробничо-технічної літератури видавництва «Донбас»;
- 1965 р. — редактором газети «За високий видобуток» Донецького шахтоуправління № 5;
- 1972 р. — у міськрайонній газеті «Нове життя» (Бровари);
- 1973 р. — у відділі пропаганди та агітації у Броварському міськкомі партії;
- 1977 р. — відповідальним секретарем газети «Нове життя»;
- 1980 і донині — керує краєзнавчим гуртком і секціями настільного тенісу Броварського міського Будинку дитячої та юнацької творчості. Краєзнавчий клуб «Слідопит великого подвигу», під керівництвом Володимира Дем'яненка, був нагороджений срібною та бронзовою медалями на Всесоюзній Виставці досягнень народного господарства у м. Москва (1985). На базі ЗОШ№ 2 було створено музей «Дитинство і юність, обпалені війною», який очолює Дем'яненко В. І., у 2002 році музей отримав почесне звання «Зразковий музей України»[1].

## Творчість
У 60-ті роки в студії горлівської газети «Кочегарка» познайомився з Василем Стусом та Леонідом Талалаєм.
Основна тема творів Володимира Дем'яненко — діти та війна. В першу книгу «Нескорені шахтарчата» увійшли історії про малолітніх донетчан — учасників війни, зібрані з архівів, газетних публікацій, військкоматів. Книга закінчувалась зверненням автора до читача з проханням надсилати відомості про юних партизан, підпільників, синів полків. Надіслані нариси, спогади, документи увійшли у другу книгу «Сини полків». Нові відомості надходили вже в клуб «Слідопит великого подвигу» і були відображені в наступних книгах.
Вийшли друком книги:
- «Нескорені шахтарчата» (Видавництво «Донбас», 1972) — відзначена премією на літературному конкурсі ім. Б.Горбатова;
- «Сини полків» (Видавництво «Молодь», 1978);
- «До батальйону юних зараховується» (Видавництво «Веселка», 1983);
- «Не числом, а вмінням» (Видавництво «Веселка», 1989);
- «Ще задовго до Ельби» (Видавництво «Броварська типографія», 2003);
- «Орлята Київщини» (2010).

## Нагороди
- 1970 р. — Медаль «В ознаменування 100-річчя з дня народження Володимира Ілліча Леніна»;
- 1985 р. — Нагрудний знак «Відмінник народної освіти» Міністерства освіти УРСР;
- 1986 р. — Орден Дружби народів;
- 1988 р. — Медаль «Ветеран праці»;
- 1999 р. — Грамота Київської ОДА, управління освіти за вагомий внесок позашкільної освіти та патріотичне виховання молоді;
- 2003 р. — Грамота виконавчого комітету міської ради за підготовку призерів спортивних змагань.